# جين شابمان
جين شابمان (بالإنجليزية: Jane Chapman)‏ هي أكاديمية بريطانية، ولدت في 1950 في بليموث في المملكة المتحدة.